# 裴琰之
裴琰之（?—?），唐朝绛州闻喜县（今山西省运城市闻喜县）人，出自河东裴氏西眷南來吳房，六世祖是裴叔業的兄弟裴令寶，五世祖裴彥遠，高祖裴鑒，曾祖扶州刺史、臨汾公裴獻，祖父隋朝魏郡丞裴羅，父亲祠部郎中裴公緯。
永徽年间，裴琰之为同州司户参军，当时裴琰之年轻，美容仪，同州刺史李崇义看不上他。对他说：“同州是三辅，吏事繁重，你要是求轻便之官，不要留此！”裴琰之唯唯而应。同州有数百道积年旧案件，李崇义故意让裴琰之马上断案。裴琰之命书吏数人，连纸进笔，一日断毕，文翰精美，与夺合理。李崇义惊道：“裴公为什么藏锋芒，以铸成鄙夫之过？”于是裴琰之名动一州，号“霹雳手”。后为永年县令，有惠政，官民刻石称颂。官至仓部郎中，因年老患病去职。其子裴漼侍疾十余年，不肯出仕。裴琰之去世，裴漼擢明经，踏入仕途。《新唐书宰相世系表》作裴漼为裴琰之兄裴瑾之的儿子，裴琰之的儿子为裴緬。裴緬之子諫議大夫裴系。